# Müsingen
Müsingen ist ein Ortsteil der Stadt Bückeburg im niedersächsischen Landkreis Schaumburg.

## Geografie und Verkehrsanbindung
Der Ortsteil liegt nordöstlich des Stadtkerns von Bückeburg direkt an der südlich verlaufenden B 65. Unweit nördlich liegt der Heeresflugplatz Bückeburg. Nordwestlich erstreckt sich das 65 ha große Naturschutzgebiet Bückeburger Niederung. Östlich fließt die Bückeburger Aue.

## Geologie
In den Tongruben von Müsingen wurden um 1908 mithilfe einer Feldbahn in der unteren Kreidformation und im Wealdenschiefer Schiefertone gewonnen, in denen Toneisensteine eingelagert waren, die zahlreiche Versteinerungen, Ammonitenschalen und dergleichen enthielten. Sie wurden mit einem Aufzug zum sogenannten Kollergang, einem Walzwerk, in dem die festen Schiefertone zermahlen wurden, gebracht, bevor man sie in die Formen presste, und anschließend in einem Schuppen getrocknet, bevor daraus Ziegelsteine gebrannt wurden.

## Persönlichkeiten
- Friedrich Behrens (* 1885; † 1958 in Müsingen), Politiker (USPD, SPD)
- Heinrich Christian Rust (* 1953 in Müsingen; † 2024), Theologe und Autor
- Kurt Vethake (* 1919 in Müsingen; † 1990), Schriftsteller, Hörspiel-Regisseur und Produzent